# Genombrottssmärta
Genombrottssmärta, medicinsk term för att definiera kraftig smärta som uppkommer plötsligt trots regelbunden användning av smärtstillande opioider.
Denna form av smärta är vanlig vid bland annat kroniska sjukdomar, och framför allt svår cancer när det kommer till den svåraste graden. Smärtan kan komma i samband med rörelser och belastning av kroppen. Patienter med denna form av smärta har ofta inte alls ont eller mycket lite ont i vila.
Idag finns flera olika sätt för patienten att själv att ta korttidsverkande opioider mot genombrottssmärta. Det vanligaste är att ta en snabbverkande morfintablett men ett alternativ kan vara en snabbverkande opioid som nässpray eller som en tablett som får smälta under tungan.